# Technologiestiftung Berlin
Die Technologiestiftung Berlin ist eine rechtsfähige Stiftung bürgerlichen Rechts mit Sitz in Berlin.

## Geschichte
Frühere Firmierungen waren TSB Technologiestiftung Berlin (bis 2013) und Technologiestiftung Innovationszentrum Berlin (von 1994 bis 2006).

## Stiftung

### Satzungszweck
Die Technologiestiftung ist eine gemeinnützige Stiftung mit einem Stiftungskapital von ca. 32,6 Mio. EUR. Ihre satzungsgemäße Aufgabe ist die Förderung von Wissenschaft und Forschung sowie Bildung in Bezug auf innovative natur- und ingenieurwissenschaftliche Technologien. Die Technologiestiftung Berlin strebt die Entwicklung der Region Berlin-Brandenburg zu einem bedeutenden Standort in ausgewählten Technologiefeldern an.

### Vorstand und Kuratorium
Die Stiftung wird von ihrem Vorstand geleitet. Die Grundsätze der Stiftungsarbeit legt ihr Kuratorium fest. Im Kuratorium der Technologiestiftung Berlin sind Vertreter aus Wirtschaft, Wissenschaft und Politik vertreten. Der Vorstand besteht aus dem Vorstandsvorsitzenden Nicolas Zimmer, Steffen Döring und Martina Schraudner.
Vorsitzender des Kuratoriums ist Matthias Patz. Weitere Mitglieder des Kuratorium sind Martina Klement, Henry Marx, Julia Neuhaus und Geraldine Rauch.

## Tätigkeit

### Operative Tätigkeit
Die Stiftung bringt aktuelle Technologiethemen in den Blick von Entscheidungsträgern aus der regionalen Wirtschaft, Wissenschaft, Politik und Verwaltung, zeigt die Relevanz dieser Technologien für die Regionalentwicklung auf und gibt Empfehlungen zur regionalen Weiterentwicklung der Technologiekompetenzen.
Dazu führt die Technologiestiftung regionale Stärken/Schwächen-Analysen zu aktuellen Technologiefeldern durch. Sie ermittelt Kooperationspotenziale zwischen Forschern aus öffentlichen Forschungseinrichtungen und der Industrieforschung der Region und identifiziert geeignete Maßnahmen zur Weiterentwicklung der Technologiefelder. Daraus entwickelt sie Handlungsempfehlungen und Projektvorschläge an die genannten Zielgruppen. Neben regionalen SWOT-Analysen zu einzelnen Technologiegebieten stellt sie Politik, Wissenschaft, Wirtschaft und der interessierten Öffentlichkeit Daten und Fakten zur Entwicklung Berlins als Hightech-Standort zur Verfügung.
Die Stiftung unterstützt darüber hinaus den Dialog zwischen Wissenschaft, Wirtschaft und Politik durch Veranstaltungen und Öffentlichkeitsarbeit. Sie arbeitet dabei eng mit den Hochschulen und Forschungseinrichtungen in Berlin zusammen.
Mit prototypischen Bildungsangeboten, Demonstratoren aus ihrem Innovation&Prototyping Lab und mit angeleiteten Experimentiermöglichkeiten in ihrer offenen Werkstatt stellt die Technologiestiftung neue Anwendungsmöglichkeiten der Digitalisierung in der Zivilgesellschaft vor und zeigt, wie man sie entwickelt.
In ihren jeweils aktuellen Schwerpunktthemen engagiert sich die Technologiestiftung mit zusätzlichen, vorwiegend öffentlich geförderten Projekten. Dazu gehörten 2020 das CityLab Berlin, Kultur-B-Digital, Berlin-Innovation, die EduTech Map Berlin und die Open Data Informationsstelle Berlin (ODIS).

### Projektförderung
Die Stiftung verwaltet die von 13 kleinen und mittleren Unternehmen gestiftete Stiftung Analytische Röntgenphysik, aus der eine Stiftungsprofessur an der Technischen Universität Berlin finanziert wird.

### Vergabe von Preisen
Die Stiftung unterstützt auch die Vergabe verschiedener Preise für besonders innovative wissenschaftliche oder technische Leistungen, darunter der Innovationspreis Berlin-Brandenburg.

### Beteiligungen
Die 100%ige Tochtergesellschaft TSB Innovationsagentur Berlin GmbH mit Aufgaben im Technologietransfer, in der regionalen Vernetzung von Wissenschaft und Wirtschaft in ausgewählten Technologiegebieten und in der Initiierung von Projekten fusionierte im September 2013 mit der Berlin Partner GmbH zur Berlin Partner für Wirtschaft und Technologie GmbH, an der die Technologiestiftung Berlin zu knapp 1/3 beteiligt ist.
Weiterhin besteht eine Beteiligung von 50,00 % an der Kompetenzzentrum Wasser Berlin gGmbH, die Forschung und Entwicklung zu Wassertechnologien betreibt.

## Sonstiges
Das Projekt Hacking Box der Technologiestiftung Berlin ist 2015 als ausgezeichneter Ort im Land der Ideen ausgewählt worden.